# Riudarenes
Riudarenes – gmina w Hiszpanii, w prowincji Girona, w Katalonii, o powierzchni 47,56 km². W 2011 roku gmina liczyła 2180 mieszkańców.